# Micro (EP)
Micro es un álbum de la banda de metal progresivo y Groove metal Jinjer. Fue lanzado bajo el sello de Napalm Records el 11 de enero de 2019.

## Lista de canciones
| N.º | Título             | Duración |  |
| 1.  | «Ape»              | 3:16     |  |
| 2.  | «Dreadful Moments» | 4:45     |  |
| 3.  | «Teacher,Teacher!» | 5:52     |  |
| 4.  | «Perennial»        | 4:38     |  |
| 5.  | «Micro»            | 1:43     |  |

## Créditos
Los créditos de este álbum son:
Jinjer
- Tatiana Shmaylyuk : vocalista y letrista
- Eugene Abdiukhanov : bajo eléctrico
- Roman Ibramkhalilov : guitarra eléctrica
- Vlad Ulasevich : batería, percusión

Personal técnico
- Max Morton - Ingeniero de sonido (Mezcla y masterización)

Arte
- Riley Schmitz - Artwork
- Oleg Rooz - Design [Artwork]